# 找不著藉口
《找不著藉口》，1981年香港麗的電視劇集《浴血太平山》的插曲，由盧國沾填词、黎小田作曲、奧金寶編曲、葉振棠主唱，收錄於同年的《葉振棠精選》中。歌曲甫推出即流行一時，亦被視為盧國沾愛情詞的代表作，為其摘下第四屆十大中文金曲最佳中文（流行）歌詞獎。

## 背景
盧國沾曾受訪說當時樂壇的分手歌，多數都了無餘韻和誇張，便想用另一種手法來寫。
他亦曾撰文說歌詞靈感源自一對夫妻朋友，男方過於專注事業，夫婦倆多年頻撲於國內外，生活壓力使女方承受不住，但礙於她還愛著男方，加上子女的掛累，她要找藉口加強離開他的決心
。 

## 音樂特徵
以D小調寫成，4/4節拍。有論者認為旋律和編曲類似七十年代的日本歌謠曲。樂器最突出的是前奏的鋼琴和間奏的色士風。旋律方面則是最後兩個音符提高了八度，把情緒推向高潮；葉振棠以其標誌唱法，運用假音唱出「藉口」二字。

## 評價
學者黃維樑批評歌詞：「『更』、『重』非國語非粵語，相當別扭……全首歌詞毫無精警之處，沒有形象性，沒有含蓄之美。好詩的條件，它一個也沒有。」
然而，多位詞評人包括朱耀偉、林夕和黃志華卻讚揚其深度，認為詞人以淺白、無修飾的文字，自然的語氣，逼真地描寫出詞中人的心理矛盾，營造壓迫感和張力。詞人林夕認為當時的情詞多數走文言或哲理風格，這種戲劇式獨白的手法是罕見的。朱林二人又指出結句為盧國沾慣用的「棄車保帥」筆法，把深度和意境推至高峰

歌詞亦受詞人潘源良和鄭國江好評，前者表示年少學習填詞時從這首詞中得著甚多。

## 註腳
1. ↑  「我很悲哀我很慘」（盧國沾語）
2. ↑  「以為哭得大聲、眼淚最多就是慘」（盧國沾語）
3. ↑  官方歌詞為「仲」
4. ↑  黃志華指盧國沾採用了中國古典詩詞中「賦」（《詩經》六義之一）的手法，並把學者孫維城對周邦彥和柳永其中一類作品的評語套在此詞：「對情語用鋪敘手法描寫曲折多變、動宕開合、高潮迭起的人心境界」[9]
5. ↑  林夕：「令前面近於絕望的口吻帶來新的發展，令剖白者的感情提昇到至死不休的境界。[6]」；朱耀偉：「言簡意駭地表達了雙方的情感，實為點睛之句。」[11]